# 10 Years After
10 Years After är ett samlingsalbum av den svenska kristna rockgruppen Jerusalem. Skivan fokuserar på de engelska låtarna. Albumet släpptes som dubbel-LP, kassett och som cd. På cd-versionen har låtarna "He's Coming Like a Thief" och "The Tide" plockats bort på grund av platsbrist.

## Låtlista
Alla låtar är skrivna av Ulf Christiansson

### Volume 1: The Early Years
1. "Noah"
2. "Mr. Ego"
3. "Wake Up"
4. "A Flower"
5. "Constantly Changing"
6. "Warrior"
7. "It's Mad"
8. "Practice What We Preach"
9. "Reach for the Stars"
10. "He's Coming Like a Thief" (ej på cd)

Spår 1-2 från Jerusalem (Volym 1)

Spår 3-4 från Volym 2

Spår 5-7 från Krigsman

Spår 8-10 från Ulf Christianssons soloalbum, In My Dreams

### Volume 2: The Latter Years
1. "Can't Stop Us Now"
2. "The Wind is Blowing"
3. "Let's Go (Dancin')"
4. "In His Majesty's Service"
5. "The Tide" (ej på cd)
6. "Read Between the Lines"
7. "Rebels of Jesus Christ"
8. "Plunder Hell and Populate Heaven"
9. "Dancing on the Head of the Serpent"
10. "Covered by Blood" (tidigare ej utgiven)

Spår 1-3 från Vi kan inte stoppas

Spår 4-6 från In His Majesty's Service - Live in USA

Spår 7-9 från Dancing on the Head of the Serpent